# Francesca Cecília Gubert i Rafanell
Francesca Cecília Gubert i Rafanell (Barcelona, 24 de novembre de 1906 - Barcelona, 4 de febrer de 1985), fou una distingida cantant soprano barcelonina especialment coneguda per les seves interpretacions al teatre líric.

## Biografia
Va néixer al carrer Aribau de Barcelona, filla de l'ebenista Josep Gubert i Riera, natural d'Arenys de Munt, i de la modista Rosa Rafanell i Clerch, natural de Sant Cebrià. Cursà els estudis de solfeig amb Lluís Millet i Pagès i de piano amb Carles Pellicer a l'Escola Municipal de Barcelona. Va estudiar cant amb Augusto Scampini. Fou soltera i visqué tota la vida amb la seva mare Rosa, la qual va confeccionar tots els seus vestits d'actuació. També va tenir un germà, de nom Josep (1902-1952), i diversos nebots a qui va tractar com a fills seus.

## Carrera artística
Tot i que en el gènere del lied mostrava força qualitats artístiques, va decantar-se pel teatre líric de l'òpera i la sarsuela. Va debutar al Teatre Nou (Avinguda del Paral·lel) l'any 1930 amb Marina d'Emilio Arrieta. Les seves principals interpretacions van ser l'òpera Rigoletto de Giuseppe Verdi, el Barbiere di Siviglia de Gioacchino Rossini, les sarsueles Don Gil de Alcalá de Manuel Penella i Luisa Fernanda de Federico Moreno Torroba, que va estrenar a Barcelona, i la comèdia lírica Doña Francisquita d'Amadeu Vives, amb qui va mantenir una relació molt bona, que cantà al Gran Teatre del Liceu de Barcelona en una funció en homenatge al compositor, el 7 de febrer de 1933, fent el paper principal, acompanyada de Miguel Fleta i Selica Pérez Carpio.
El febrer de 1941 va començar a actuar al Teatre Tívoli i al Teatre Nou amb el tenor Juventí Folgar i Ascaso (Tino Folgar), amb qui formava una duo excepcional i que va tenir molt bona recepció per part del públic. El 1943 va interpretar La princesa de Csárdás, on, a més a més de cantar, va haver de ballar com ho feien aleshores a les òperes de París, Berlín i Viena. Va participar en diferents concerts organitzats per l'Associació Obrera de Concerts fundada el 1926 per Pau Casals. També va enregistrar les sarsueles Don Gil de Alcalá i Luisa Fernanda, així com una notable col·lecció de cançons espanyoles.